# Vampire Knight
Vampire Knight (ヴァンパイア騎士 Vanpaia Naito?, lit. Caballero vampiro) es un manga shōjo escrita por Matsuri Hino. Se estrenó en febrero de 2005 en la revista LaLa y finalizó oficialmente en mayo de 2013. Hakusensha recopiló y publicó los capítulos en volúmenes recopilados, concluyendo con diecinueve volúmenes publicados en Japón. El manga ha tenido éxito internacional, licenciándose para su publicación en español, francés, italiano, portugués, y su edición en Argentina por parte de LARP Editores que se lanzó en diciembre de 2010. La serie de manga está autorizada en inglés por Viz Media, que ha lanzado los diecinueve volúmenes. La adaptación al inglés se estrenó en el número de julio de 2006 de la revista Shojo Beat de Viz, y los volúmenes recopilados se publican trimestralmente.
Se crearon dos CD drama para la serie, así como una adaptación de anime de dos temporadas con trece episodios cada una. Producida por Studio Deen, la primera temporada de la serie de anime se emitió en Japón por TV Tokyo entre el 8 de febrero de 2008 y el 1 de julio de 2008. La segunda temporada se emitió en la misma estación desde el 7 de octubre de 2008 hasta el 30 de diciembre de 2008. El anime utiliza muchos de los mismos actores de voz que se usaron para los CD drama.

## Argumento
Lo único que Yūki recuerda de su infancia es que a los cinco años, perdida en el invierno, fue atacada por un vampiro fuera de control, situación en la que fue rescatada por otro vampiro, llamado Kaname Kuran. Él la llevó con Kaien Cross, quien se convierte en su padre adoptivo y más adelante, en el director de la Academia Privada Cross. Sin embargo, la academia de elite oculta un secreto: los alumnos de la Clase nocturna son en realidad vampiros. El director y Kaname creen que es posible una convivencia pacífica de humanos y estos; así pues, Yuuki, junto con otro estudiante, llamado Zero Kiryuu, deberán ser guardianes de este secreto y procurar que la Clase diurna nunca se entere de la naturaleza de la otra.

## Personajes

### Clase diurna
Yūki Cross / Yūki Kuran (黒主 優姫 / 玖蘭 優姫 Kurosu Yūki / Kuran Yūki?)
Voz por: Yui Horie

Pirámide que muestra el nivel de población de las diferentes razas de vampiros, tal como se presenta en el manga.

Cuando tenía 5 años fue atacada por un vampiro, pero Kuran Kaname la salvó de ser devorada y lo mató. Ese es el primer recuerdo que tiene de su niñez. No posee otros antes de los 5 años, ocasionándole un gran agobio, y trata desesperadamente de recordar, aunque por ello tenga que pasar un mal trago. Diez años después, siendo hija adoptiva del director de la Academia Cross, Cross Kaien, es la guardiana de la Clase diurna junto a Kiryuu Zero. Los guardianes, evitan que los estudiantes de la Clase diurna sean dañados por la Clase nocturna (cuyos estudiantes son todos vampiros, dirigidos por el pura sangre Kuran Kaname) o que los alumnos normales descubran el secreto de esa clase. Zero está enamorado de ella, pero Yuuki no tiene claro del todo sus sentimientos hacia él, ya que desde pequeña ha estado enamorada de Kaname. En el manga, cuando se despiden Zero y ella, Yuuki se da cuenta de que una parte de su corazón le pertenece a Zero y se terminan besando. En los siguientes capítulos, cuando se supone que ya ha pasado un año, Kaname le dice a Yuuki que sabe que su corazón está dividido entre él y Zero. Su cumpleaños es el 10 de julio. En la segunda temporada de la serie y muy avanzado el manga, ella empieza a tener pesadillas que anuncian un cambio, entonces Kaname decide ponerle fin a su sufrimiento y, mediante un ritual vampírico, la despierta en su forma verdadera, una vampiresa de sangre pura, porque cuando ella era pequeña su familia se vio amenazada, así que su padre se enfrentó a Rido y su madre selló su parte vampiro ofreciendo su vida para salvarla. Cuando despierta a su verdadera naturaleza, se da cuenta de que Kaname es su hermano y su prometido. (manga) Yuuki se sacrifica por Kaname, para darle la vida humana que debió tener. Tiene un hijo con Zero y una hija con Kaname.
Zero Kiryū (錐生 零 Kiryū Zero?)
Voz por: Mamoru Miyano
Los padres de Zero eran cazadores de vampiros que fueron asesinados por la vampiresa de sangre pura, Shizuka Hiou. Su cumpleaños es el 28 de septiembre. El director de la academia lo crio junto a Yuuki. Allí ambos son prefectos de clase y, además, se acaba descubriendo que fue mordido por la vampiresa sangre pura, Shizuka, por lo que se convirtió él también en un vampiro. Su problema, es que no puede asimilar las pastillas de sangre por lo que acaba mordiendo a Yuki para conseguir alimento y no acabar siendo un monstruo nivel E. Él tiene un profundo odio a los vampiros, en especial a Kaname porque este acaba arrebatándole a Yuuki, además que odia a los sangre pura que son los que causaron este daño en su vida y devolvieron a Yuuki a su forma original, una vampiresa sangre pura. Esta parte es referida al anime, en el manga se descubren más cosas y continúa. En el anime Yuuki sigue esperando a Zero aunque se vaya, en cambio en el manga ella se va con Kaname y decide esconderse de Zero para darle un sentido a su vida. En el final del manga, Zero muere después de haber pasado más de 1000 años con Yuuki. Tienen un hijo juntos. 
Siempre ha sido el preferido por muchos en especial por Yuuki, el director, y su maestro cazador de vampiros, lo cual le trae muchos problemas con su hermano gemelo, Ichiru. Aunque, al final de la segunda temporada se reconcilian e Ichiru, al borde de la muerte, le da su vida a Zero; convirtiéndolo en alguien muy poderoso y "completo".
Sayori Wakaba (若葉 沙頼 Wakaba Sayori?)
Voz por: Kana Ueda
Esta es la compañera de dormitorio de Yuki y mejor amiga desde secundaria. Yuki suele llamarla Yori-chan. Ella es una de las pocas chicas que no le interesa la Clase nocturna. Es muy observadora, y descubre el secreto de la clase nocturna hacia el final del anime (capítulo 39 del manga).

### Clase nocturna
Kaname Kuran (玖蘭 枢 Kuran Kaname?)
Voz por: Daisuke Kishio
Vampiro de sangre pura, perdió a sus padres cuando era muy pequeño con solo 7 años, aunque se cree que fue un suicidio, surge la teoría de un homicidio. Su pasión es jugar con un tablero de ajedrez poniendo y manipulando las piezas de manera que pueda proteger a Yuuki; la salvó del ataque de otro vampiro cuando ella era pequeña.Su cumpleaños es el 20 de febrero Él es presidente de la Clase nocturna, temido y respetado por los otros estudiantes. Aunque frío con sus compañeros, es siempre amable y dulce con Yuuki; la quiere como ella a él, aunque al final de la serie muestra cierto aprecio por ellos. Está celoso y al mismo tiempo furioso con Zero por beber la sangre de ella, acto que él no puede hacer porque ataría a Yuki a un destino de sufrimiento demasiado pronto. Perdona la vida de Zero a pesar de sus problemas porque sabe lo mucho que Yuuki sufriría, además que le es útil para cuidarla y también porque a este no se lo permitiría tan fácilmente ya que aunque le hace caso es solo una manera de tener a Yuuki cerca. Kaname no revela todavía a Yuuki que, aunque fueron criados como hermanos, no lo son, y fue adoptado por Juri y Haruka, padres de Yuuki; lo cual se descubre en el manga. Él fue de los primeros ancestros de vampiros y tuvo una compañera/novia que murió a causa de dar su corazón para crear armas contra los vampiros. Él duerme durante miles de años después del suceso. Es despertado por su tío. Su tío hace que Kaname después de salir de la tumba devore al verdadero hijo de los Kuran cuando apenas era un bebé (que también se llamaba Kaname), conviértiendose en él. Borra todos los recuerdos de su vida pasada para que no sufriera. Más tarde los recupera e intenta "matar" a todos los pura sangre para que Yuuki y Aidou lo dejen de lado y no se interpongan en su objetivo. No mata a todos. Más tarde el fuego con el que se creaban las armas de los cazadores, se enloquece y se destruye. Kaname ofrece su corazón para crear armas de nuevo. Al final él muere pero antes de que se consuma su corazón lo congelan como a Kaname. Después de su muerte, Yuuki vive 1000 años con Zero hasta que él muere. En uno de los capítulos, ella hace el amor con Kaname por lo que se queda embarazada. Cuando Zero muere, ella se sacrifica para que Kaname pueda resucitar como humano. Al final, él despierta como humano y se encuentra con su hija y el hijo de Zero y Yuuki.
Manipula a todos los miembros de la clase nocturna solo para proteger a Yuuki de su peor enemigo: Rido Kuran. De hecho, Kaname es el ancestro de los Kuran, que fue despertado de su tumba por Rido. Por esta razón, él no puede matarle, ya que sería su "maestro", pero hay que tener en cuenta que a diferencia de la relación entre Shizuka y Zero donde este último a pesar de no querer su cuerpo actuaba solo, Kaname es un poderoso sangre pura manipulado por una jerarquía a la que puede dar vuelta a su merced.
Takuma Ichijō (一条 拓麻 Ichijō Takuma?)
Voz por: Susumu Chiba
Es el mejor amigo de Kaname, se conocen desde la infancia y es la mano derecha de él. Su abuelo pertenece al "Consejo de ancianos". Posee como arma una katana. En la segunda temporada, Takuma debe proteger a Rido, que está en el cuerpo de Shiki, aun en contra de Kaname, pero luego y recitando la siguiente frase "Te he traicionado como vampiro, pero no te traicionare como amigo", lucha contra su abuelo para ayudar a Kaname, luego de eso desaparece en el derrumbe que ocasionó este, para poder derrotar a su abuelo, encontrándose solo su espada. En el manga esto no pasó, apenas combatió con su tío, pero lo detuvo la pura sangre Sara, llevándolo consigo. Después aparece en el manga que ha sido secuestrado por Sara, aunque después Takuma demuestra un cierto cariño por ella ya que ella lo obligó a beber su sangre haciendo que él estuviera a su servicio para ayudarla a vigilar a Kaname.
Hanabusa Aidō (藍堂 英 Aidō Hanabusa?)
Voz por: Jun Fukuyama
Estudiante de la clase nocturna como así también es el ídolo para las chicas diurnas, ama comer dulces (puede llegar a comer cuatro platos) y le encanta que las chicas lo alaben. Es primo de Kain Akatsuki. Su familia es una de las más importantes en la sociedad de vampiros, ya que su padre es uno de los miembros del "Consejo de ancianos". Tiene el poder de manejar el hielo. Es uno de los más leales a Kaname Kuran, a quien lo quiere mucho e incluso haría todo lo que estuviera en su alcance para ayudarlo. En el manga se ve cómo se convierte en el maestro de Yuuki.
Akatsuki Kain (架院 暁 Kain Akatsuki?)
Voz por: Junichi Suwabe
Es el primo de Aidō. Un colaborador más de Kaname. Por lo general ignora lo que hace su primo, lo que lo lleva a meterse en problemas, que aun cuando intenta solucionarlos, lo que hace es empeorar la situación. Es muy serio a todo momento. Su apodo es “Wild” (“Salvaje”), aunque no tiene relación con su personalidad. Controla el fuego. Tiene una gran atracción por Ruka Souen, aunque esta no le corresponde en el anime pero sí en el manga hacia el final.
Senri Shiki (架院 暁 Shiki Senri?)
Voz por: Sochiro Hoshi
Es uno de los más jóvenes de la clase nocturna. Trabaja como modelo junto a Rima Touya y a la vez son muy unidos, siempre se les ve juntos. Tiene una fuerte relación con Ichijou, al igual que con Rima, por lo que juntos van a exterminar vampiros nivel E, cuando reciben la orden del senado (el abuelo de Ichijou forma parte de él). Su padre es Rido Kuran, tío de Kaname y Yukki, por lo que vendrían a ser primos. Su actitud es muy despreocupada, por lo que siempre es alentado por Ichijou. Su arma es un látigo que desarrolla con su sangre. Al final de la segunda temporada del anime, él va en busca de Ichijou acompañado por Rima, encuentra la espada de este y decide buscar a su dueño para devolverla. En el manga, en los capítulos finales, sigue demostrando esa lealtad hacia Ichijou, y ha demostrado un cariño por Rima interpretable como amor.
Rima Touya (遠矢 莉磨 Rima Touya?)
Junto a Shiki es una de las más jóvenes de la clase y también trabaja como modelo. Es muy amiga de Shiki y por eso andan siempre juntos, su actitud es muy fría, casi nunca se le ve lejos de Senri Shiki al cual le gusta cuidar y darle de comer chocolates. Su habilidad es el rayo.
Ruka Souen (早園 瑠佳 Souen Ruka?)
Una de las chicas vampiresas. De actitud fría, siente atracción por Kaname, incluso ha permitido que beba su sangre. Sin embargo este no corresponde sus sentimiento; bebió su sangre solo para poder controlarse y no beber la de Yuuki cuando esta lo fue a visitar en la academia. Es una de las más fieles y protectoras con Kaname. Siente desagrado por Yuuki, pues no le gusta el interés que el otro le tiene. Aunque al final de la serie, muestra que la acepta cuando descubre que es hermana de Kaname. Su poder es hacer que sus enemigos caigan en un trance que los hace pelear entre sí. En los capítulos finales del manga, protege a Zero de Kaname durante una pelea (la cual se desata debido a la persecución contra Kaname por querer exterminar a los sangre pura): así, rompe su tratado de aliada con él.
Seiren (星煉 Seiren?)
Voz por: Risa Mizuno
Es la guardaespaldas no oficial de Kaname, siempre dispuesta a protegerle y ayudarle. Nada más Kaname pronuncia su nombre, ella aparece de la nada.

## Contenido de la obra

### Manga
Escrito por Matsuri Hino, Vampire Knight se publica en la revista mensual LaLa de la editora Hakusensha oficialmente desde enero de 2005. La serie concluyó a finales de mayo con sus tankōbons. Además, en la misma fecha fue lanzado el primer artbook de la serie.
El manga fue licenciado por varias editoras, como, Panini (España, Italia, Francia, Brasil, México)(México - A principios de marzo del 2014 empezará su impresión en dicho país)
| Volumen | ISBN                   | Fecha de publicación en Japón | Fecha de publicación en Latinoamérica |
| ------- | ---------------------- | ----------------------------- | ------------------------------------- |
| 01      | ISBN 4-592-18301-0     | 5 de julio de 2005            | 24 de mayo de 2014                    |
| 02      | ISBN 4-592-18302-9     | 5 de diciembre de 2005        | 9 de julio de 2014                    |
| 03      | ISBN 4-592-18303-7     | 5 de abril de 2006            | 9 de agosto de 2014                   |
| 04      | ISBN 4-592-18304-5     | 5 de octubre de 2006          |                                       |
| 05      | ISBN 4-592-18305-1     | 5 de abril de 2007            |                                       |
| 06      | ISBN 4-592-18306-8     | 5 de octubre de 2007          |                                       |
| 07      | ISBN 978-4-592-18307-5 | 5 de abril de 2008            |                                       |
| 08      | ISBN 978-4-592-18308-2 | 10 de octubre de 2008         |                                       |

En España se han publicado todos sus tomos y dos novelas.[cita requerida]

### Anime
Studio Deen produjo una adaptación animada de veintiséis episodios, usando muchos de los mismos actores de voz que aparecen en los CD de drama, escritos por Mari Okada y dirigidos por Kiyoko Sayama. Los episodios comenzaron a transmitirse en Japón por TV Tokyo el 7 de abril de 2008 y duraron hasta la conclusión de la temporada el 30 de junio del mismo año. Los episodios también se emitieron en fechas posteriores en TV Aichi, TV Hokkaido, TV Osaka, TV Setouchi y TVQ. La segunda temporada, llamada Vampire Knight Guilty, se estrenó en la misma estación el 6 de octubre de 2008. El episodio final se emitió el 29 de diciembre de 2008. El 24 de julio de 2009, Viz Media anunció que había adquirido la licencia para el anime y comenzaría a lanzarla en DVD el 20 de julio de 2010. En el Reino Unido, el primer volumen se lanzó oficialmente en DVD a través de Manga Entertainment el 22 de noviembre de 2010. En Australia, ABC3 comenzó a emitir la serie (versión en inglés) en marzo de 2011 y comenzó a repetirse el 3 de julio de ese mismo año.
La serie utiliza cuatro piezas de música temática. Los temas de apertura de la primera y la segunda temporada son interpretados por el dúo On / Off, con "Futatsu no Kodō para Akai Tsumi" (ふ た と 赤 い as) como la apertura de la primera temporada, y "Rinne Rondo" (輪 廻 - ロ ン R -Rinne) como la apertura para el segundo. Kanon Wakeshima interpreta el tema final de la primera temporada, "Still Doll", y también el tema final de la segunda temporada "Suna no Oshiro" (砂 の お 城). La banda sonora está compuesta por Takefumi Haketa y consta de 30 pistas (incluido el tema de apertura y el tema final).

## Banda sonora
Como dato anecdótico, muchas personas malinterpretan el nombre del segundo opening, y lo llaman "Rinne-Rondo". Esto es una equivocación, ya que el nombre es "Rondo"; el motivo de esta confusión es que en Japón cuando se escribe una palabra extranjera, también se escribe su equivalente japonés. Sin embargo, solo se toma en cuenta cómo está escrito originalmente (por ejemplo, en la escritura del título original de la serie, se lee "Vampire Knight - Kishi" siendo 'Kishi' el equivalente a 'Knight', pero solo se lee 'Knight'). Este opening es cantado por el grupo ON/OFF que no solo presentan esta canción en el anime, sino muchas más en el mismo.
Al final, durante la primera temporada, el cierre (ending) es con la canción "Still Doll", de Kanon Wakeshima y durante la segunda temporada el ending es "Suma no Oshiro", también de Kanon Wakeshima.

### Openings
| #                       | Openings                | Openings                       | Openings                    | Openings   | Openings |
| #                       | Kana/kanji              | Rōmaji                         | Traducción                  | Intérprete |          |
| 1 Vampire Knight        | 『二つの鼓動と赤い罪 』 | Futatsu no Kodou to Akai Tsumi | Dos latidos y pecados rojos | ON/OFF     |          |
| 2 Vampire Knight Guilty | 『輪廻-ロンド-』        | Rinne-Rondo                    | Sámsara-Giro                | ON/OFF     |          |

Vampire Knight tuvo un omake, en el que usó otro opening.

### Endings
Vampire Knight

"Still Doll" por Kanon Wakeshima
Vampire Knight Guilty

"Suna no Oshiro" por Kanon Wakeshima